# Cameron Crowe
Cameron Bruce Crowe (født 13. juli 1957 i Palm Springs, Californien, USA) er en amerikansk manuskriptforfatter og filminstruktør. 
Crowe indledte sin karriere som skribent, bl.a. for musikbladet Rolling Stone, og skrev manuskript til Amy Heckerlings populære ungdomsfilm Fast Times at Ridgemont High (Øl, fis og rockmusik, 1982). Han instruktørdebuterede med ungdomsfilmen Say Anything... (Alle elsker Lloyd, 1989), som blev et gennembrud for John Cusack og Ione Skye. Singles (1992) var et fængslende gruppeportræt af unge amerikanere. Han har siden lavet Jerry Maguire (1996) med Tom Cruise og Cuba Gooding Jr. i hovedrollerne, og Almost Famous (2000; Oscar for bedste originale manuskript) med Kate Hudson.
Han har siden 1986 været gift med Nancy Wilson, guitarist i rockgruppen Heart.

## Udvalgt Filmografi

### Instruktion
- Alle elsker Lloyd (1989)
- Singles (1992)
- Jerry Maguire (1996)
- Almost Famous (2000)
- Vanilla Sky (2001)
- Elizabethtown (2005)
- We Bought a Zoo (2011)
- Aloha (2015)